# Марк Октавий (трибун)
Вижте пояснителната страница за други личности с името Марк Октавий.
Марк Октавий (на латински: Marcus Octavius) e политик на Римската република в края на 2 и началото на 1 век пр.н.е.

## Биография
Произлиза от фамилията Октавии. Син е на Гней Октавий (консул 128 пр.н.е.) и внук на Гней Октавий (консул 165 пр.н.е.). Брат е на Гней Октавий (консул 87 пр.н.е.). Чичо му Марк Октавий e народен трибун през 133 пр.н.е. Роднина е на Гай Октавий (военен трибун през 66 пр.н.е.), бащата на император Октавиан Август.
Избран е за народен трибун вероятно между 99 и 87 пр.н.е. Той променя един по-ранен аграрски закон на Гай Гракх.
Баща е на Гней Октавий (консул 76 пр.н.е.), който е баща на Марк Октавий (едил 50 пр.н.е. при Помпей Велики).